# Сельская-Райх, Маргарита Ивановна
Маргарита (Мария) Ивановна Сельская-Райх (настоящие имя и фамилия — Маргит Райх, укр. Марі́я Се́льська-Райх; 26 мая 1903, Коломыя, Австро-Венгрия, ныне Ивано-Франковской области Украины — 3 февраля 1980, Львов) — украинская и советская художница. Член Союза советских художников Украины (1940). Жена художника Романа Сельского.

## Биография

Маргит Райх с Фернаном Леже. Париж, 1926

Родилась в еврейской семье инженера Исаака Райха и Лауры Райх (урождённой Шарф). В 1918 году, будучи ещё гимназисткой, Маргит стала посещать Свободную академию искусств. После окончания Коломыйской гимназии, начальное художественное образование получила в частной «Свободной академии», основанной архитектором Л. Пидгородецким во Львове (к этому времени вся семья Райх перебралась из Коломыи во Львов).
В 1920—1921 годах обучалась во Львовской художественно-промышленной школе, позже — в Краковской академии изящных искусств (1923—1924), Венской академии (1924—1925), в 1925—1927 годах продолжила совершенствовать мастерство в «Академии модерн» в Париже (мастерская профессора Фернана Леже) и у Амеде Озанфана. Дебютом Райх стала выставка картин в парижском «Салоне независимых» в 1926 году. В этот период она творила под влиянием Ренуара и создавала картины в стиле смеси импрессионизма, кубизма и конструктивизма.
В 1931 году Магрит сочеталась гражданским браком с художником Романом Сельским и стала Маргаритой Райх-Сельской. В 1930-х годах работала как независимый художник, была одним из основателей и членом молодёжного объединения художников «Artes» и львовского профессионального союза художников-пластиков (1933—1939), входила в Ассоциацию независимых украинских художников (АНУМ). С 1940 года — член Союза советских художников Украины (СРХУ).
В годы Второй мировой войны с 1942 года — узница Яновского концлагеря. Друзья помогли ей тайно покинуть лагерь, чем спасли жизнь. Скрываясь от ареста, до конца войны жила под чужим именем и с фиктивными документами.
Маргарита Райх-Сельская стала представительницей направления, которое получило название «украинский колоризм», и создавала портреты, натюрморты и пейзажи. Активная участница многих художественных выставок. Похоронена во Львове на Лычаковском кладбище.

## Творчество
Представитель художественного направления, известного, как «украинский колоризм».
Автор многочисленных портретов, натюрмортов, пейзажей, среди которых
- «Девушка» (1939),
- «Пейзаж с Гуцульщины» (1956),
- «Гуцульский натюрморт» (1960),
- «Морской пейзаж» (1963),
- «Пейзаж Белгорода» (1965),
- «Скрипач» (1966),
- «Сбор винограда» (1966),
- «Вышивальщица» (1968),
- «Крымский пейзаж» (1965),
- «Карпатский мотив» (1965),
- «Мальвы» (1969),
- «Галя» (1969).

М. Сельская-Райх написала портреты Леси Украинки, И. Вильде, И. Свенцицкого, жены художника И. Труша — А. Труш-Драгомановой, искусствоведа Г.Островского.
На творчество М. Сельской-Райх заметное влияние оказали западноевропейские художественные направления, особенно конструктивизм и кубизм. Картины художницы отличаются оригинальностью как цветового, так и композиционного решения. Почти все её полотна были композициями с глубоким философским смыслом, поражающие своей завершенностью, уравновешенностью построения, эмоциональной выразительностью и декоративностью красок.
Произведения М. Сельской-Райх выставлялись во Львове, Киеве, Москве, Варшаве, Кракове, Лодзи, Познани, Париже и др.